# Compota de poma
La compota de poma és una compota feta amb pomes pelades o sense pelar i es pot condimentar o endolcir. És un producte econòmic i consumit àmpliament a l'Amèrica del Nord i part d'Europa.
S'utilitza una àmplia gamma de varietats de poma per elaborar-ne la compota, segons la preferència per la dolçor o l'acidesa; les més àcides donaran un puré més fi. Antigament, les pomes àcides s'utilitzaven per fer compota de poma salada. Les versions comercials estan disponibles als supermercats i altres punts de venda.
La compota de poma es fa cuinant pomes amb aigua o sidra de poma. Si les pomes no es pelen, les pells i les llavors se solen separar en un passapuré. S'hi pot afegir sucre i espècies com la canyella o pebre de Jamaica. Es pot utilitzar suc de llimona, àcid cítric o altres acidificants per preservar-ne el color i garantir una acidesa prou elevada per a un emmagatzematge segur. L'àcid ascòrbic (vitamina C) també en conserva el color. També es pot fer al forn en lloc de bullir-la; en aquest cas les pomes es pelen i se'ls treu el cor abans de coure-les.
Per tal de preservar-ne la frescor, tant la compota casolana com la comercial s'esterilitzen amb calor.